# Свен Бендер
Свен Бендер (роден на 27 април 1989 в Розенхайм, Западна Германия) е бивш германски футболист, играещ като полузащитник.

## Клубна кариера

### Mюнхен 1860
През 2003 г. Бендер се присъединява към школата на Мюнхен 1860. Впоследствие си проправя път до първия отбор и от 2006 г. до 2009 г. изиграва общо 65 мача и отбелязва един гол за отбора от град Мюнхен.

### Борусия Дортмунд
През 2009 г. Бендер преминава в отбора на Борусия Дортмунд. Взет е за резерва на капитана на тима Себастиан Кел.
Бендер, заедно с Нури Шахин, е съставна част от халфовата линия, която през 2011 г. носи първата титла на Борусия Дортмунд от седем години.
През сезон 2011/12 е част от отбора на Борусия Дортмунд, който печели дубъл, спечелвайки Първа Бундеслига и Купата на Германия. На финала за купата Борусия побеждава Байерн Мюнхен с 5-2, но Бендер не взима участие в него.
През сезон 2012/13 е важна част от отбора на Борусия, който стига до финала на турнира Шампионска лига. Бендер взима участие във финала срещу Байерн Мюнхен, който е загубен с 2-1.

## Байер Леверкузен
През 2017 г., Свен Бендер подписва с Байер Леверкузен. Там той се събира със своя брат близнак – Ларс Бендер.

## Национален отбор
Бендер преминава през националните отбори на всички възрасти на Германия. През 2008 г. е част от отбора на Германия до 19 години, който печели Европейско първенство по футбол за юноши до 19 г. 2008.
Дебютът си за мъжкия национален отбор на Германия прави през месец март 2011 г. в контрола срещу Австралия при загубата с 2-1. Първата му повиквателна е още през месец февруари 2011 г., но остава неизползвана резерва в контролата срещу Италия, играна в град Дортмунд.

## Личен живот
Свен има брат близнак – Ларс Бендер, който също е професионален футболист и също се състезава за Байер Леверкузен.

## Успехи

### Клубни
- Първа Бундеслига: 2

2010/11, 2011/12
- Купа на Германия:2

2011/12, 2016/17

### Национални
- Европейско първенство по футбол за юноши до 19 г. 2008